# Matt Chamberlain
Matt Chamberlain (né le 17 avril 1967 à San Pedro, Los Angeles, en Californie) est un guitariste, batteur de session, et producteur américain.

## Biographie
Chamberlain naît le 17 avril 1967 à San Pedro. Il commence à apprendre à jouer de la batterie à l'âge de 15 ans, en prenant des leçons avec David Garibaldi du groupe Tower of Power. Il suit le programme de musique de North Texas State, qu'il quitte après moins d'un an. Après avoir quitté l'université, il déménage à Dallas, au Texas, et joue avec plusieurs groupes dans la scène musicale de Dallas Deep Ellum.
Pendant son séjour au Texas, il rejoint le groupe Edie Brickell and New Bohemians, et est le batteur sur leur album, Ghost of A Dog,.
Il devient le deuxième batteur du groupe Pearl Jam et joue avec eux pendant environ trois semaines au cours de l'été 1991. Il joue dans le clip de leur morceau Alive.
En 2016, 2019, 2021 et 2024, il remporte le sondage des lecteurs du magazine Modern Drummer dans la catégorie Studio Musician. En 2014, il remplace le batteur Matt Cameron au sein du groupe Soundgarden. Il joue plus de 51 concerts avec eux en Amérique du Sud, en Europe et lors d'une tournée en tête d'affiche avec Nine Inch Nails aux États-Unis.
Il est le directeur musical de More Music au Moore Theatre Seattle, Washington D.C., en 2019 et 2020.
Chamberlain rejoint le Never Ending Tour de Bob Dylan en 2019 et joue sur son album Rough and Rowdy Ways, sorti en 2020,. En 2020, il s'associe avec la chanteuse Adele.

## Discographie partielle

### Albums studio
- 2005 : Matt Chamberlain (Web of Mimicry)
- 2012 : Company 23 (indépendant)
- 2016 : Comet B (indépendant)
- 2021 : Foundry (indépendant)